# Анкерування
Анкерування — у гірництві — встановлення анкерів гірничого кріплення. Застосовується у підготовчих виробках, проведених в породах стійких і середньої стійкості, а також в очисних вибоях, особливо при камерній або камерно-стовповій системах розробки.